# Providence and Mrs. Urmy
Providence and Mrs. Urmy è un cortometraggio muto del 1915. Il nome del regista non viene riportato.

## Trama
Una giovane americana sposa il proprio autista senza sapere che l'uomo, in effetti, è un nobile inglese.

## Produzione
Il film fu prodotto dalla Essanay Film Manufacturing Company.

## Distribuzione
Distribuito dalla General Film Company, il film - un cortometraggio in tre bobine - uscì nelle sale cinematografiche USA il 29 giugno 1915.